# Оссана
Оссана (італ. Ossana) — муніципалітет в Італії, у регіоні Трентіно-Альто-Адідже,  провінція Тренто.
Оссана розташована на відстані близько 510 км на північ від Рима, 40 км на північний захід від Тренто.
Населення — 863 особи (2014).

## Демографія
Населення за роками:

Станом на 1 січня 2023 року в муніципалітеті офіційно проживали 32 іноземці з 13 країн, серед них 18 громадян країн Євросоюзу та 1 громадянин України.

## Сусідні муніципалітети
- Каризоло
- Пеїо
- Пелліццано
- Пінцоло
- Вермільйо